# Cylistella coccinelloides
Cylistella coccinelloides là một loài nhện trong họ Salticidae.
Loài này thuộc chi Cylistella. Cylistella coccinelloides được Octavius Pickard-Cambridge miêu tả năm 1869.